# Hüda Kaya
Hüda Kaya (im englischsprachigen Raum auch Huda Kaya; * 9. Oktober 1960 in Istanbul) ist eine türkische und islamische Journalistin, Buchautorin, Politikerin und Aktivistin für Frauen- und Menschenrechte. Seit Juni 2015 ist sie Mitglied des türkischen Parlaments.

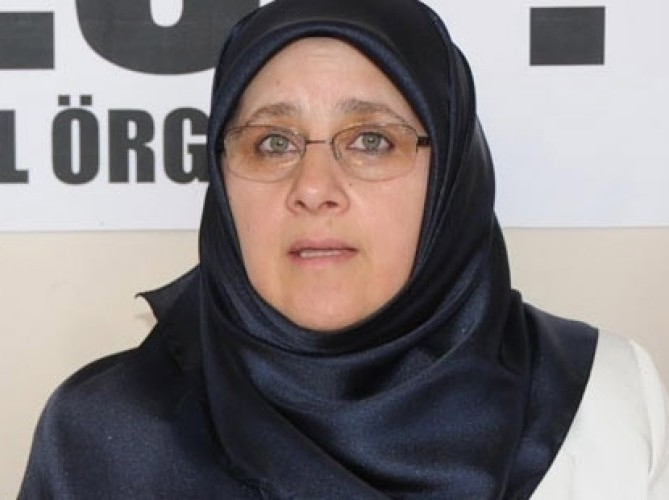
Hüda Kaya (2019)

## Leben
Hüda Kaya kam im Herbst 1960 als Tochter von Mehmet und Münevver Kaya in Istanbul zur Welt. Die Eltern ließen sich scheiden, als sie noch ein Säugling war. Hüda und ihre Schwester wuchsen beim Vater und der Stiefmutter auf. Ihre leibliche Mutter lernte Kaya erst im Alter von 45 Jahren kennen. Kaya absolvierte die Grundschule. In den 1970er Jahren war Kaya nach eigenen Angaben überzeugte Anhängerin der türkischen Nationalisten. Mit 18 Jahren folgte die Bekehrung zum Islam. Kaya heiratete einen irakischstämmigen Mann und bekam mit ihm drei Töchter und zwei Söhne. Nach neun Jahren Ehe ließ sie sich scheiden und zog von Istanbul nach Malatya. Dort führte Kaya einen kleinen Laden, arbeitete als Freiwillige, beteiligte sich an regionalen Radiosendungen und schrieb erste Artikel für verschiedene Zeitschriften.
Kern ihrer politischen Arbeit wurde der Kampf gegen das Kopftuchverbot in der Türkei. Das Kopftuch betrachtet Kaya dabei als Ausdruck einer freien Entscheidung der Frau. Kayas erste Festnahme und Untersuchungshaft erfolgten im Rahmen der Intervention des Militärs in der Türkei 1997. Kaya beteiligte sich an Protesten von Schülern des İmam-Hatip-Gymnasiums, schrieb einen Artikel zum Vorgehen des Militärs und dessen Auswirkungen auf die Kopftuchfrage, wurde festgenommen und kam in Untersuchungshaft. Am Folgetag wurde auch ihr damals 13-jähriger Sohn verhaftet. Insgesamt blieb Kaya 20 Monate in Haft. Gegen Kaya wurde wegen Verstoßes gegen Artikel 312 des türkischen Strafgesetzbuches (TCK) vor einem  Staatssicherheitsgericht verhandelt. Unmittelbar nach ihrer Entlassung nahm Kaya mit ihren drei Töchtern an einer Aktion gegen das Kopftuchverbot im İmam-Hatip-Gymnasium teil. Antiterroreinheiten stürmten die Schule und nahmen Kaya und ihre Töchter fest. Nun wurde gegen Kaya und ihre Töchter ein Verfahren wegen Verstoßes gegen Artikel 146 (gewaltsamer Umsturzversuch) des türkischen StGb eröffnet. Dieser Artikel des TCK sah als Höchststrafe damals die Todesstrafe vor, eine Strafe, die allerdings seit 1984 nicht mehr vollstreckt worden war. Kaya und ihre Töchter erhielten mildere Strafen.
Kaya verlor durch die Haft ihren Laden und kehrte nach Istanbul zurück. Dort fand sie keine Arbeit. Als eine Tochter vor Gericht gestellt wurde, ging Kaya ins Exil nach Pakistan und kehrte ein Jahr später nach Istanbul zurück. Sie verbüßte weitere Haftstrafen und kurz nach ihrer Freilassung kamen zwei ihrer Töchter in Haft. Die dritte Tochter kam bei einem Verkehrsunfall ums Leben.
Hüda Kayas Sohn wurde 2011 im Zusammenhang mit der PKK festgenommen. Er kam in Untersuchungshaft und wurde vor Gericht gestellt. Das Verfahren endete mit einem Freispruch. 2013 ging Kaya mit ihrem Sohn ins Kandil-Gebirge und sprach dort mit der PKK-Führung. Sie verfasste eine Artikelserie über ihre Eindrücke und arbeitete als Journalistin für die Tageszeitung Özgür Gündem.
Die Autorin ist Mitglied der linksgerichteten prokurdischen politischen Partei Halkların Demokratik Partisi (Abkürzung HDP, deutsch: Demokratische Partei der Völker). Bei der Parlamentswahl in der Türkei im Juni 2015 wurde Hüda Kaya als eine von 80 Abgeordneten der HDP in die 25. Große Nationalversammlung der Türkei, wie das türkische Parlament offiziell heißt, gewählt. Bei ihrer Vereidigung im Parlament trug Kaya so wie zwanzig weitere konservativ-religiöse weibliche Abgeordnete ein Kopftuch, was noch bis in die vorhergehende Legislaturperiode hinein verboten gewesen war. Sie hielt sich ebenso wie die anderen konservativ-religiösen Abgeordneten bei ihrer Vereidigung an den Wortlaut der Eidesformel, die auch die Verpflichtung auf die „laizistische Republik“ und die „Prinzipien und Errungenschaften Atatürks“ beinhaltet. Auch bei der notwendig gewordenen vorgezogenen Parlamentswahl in der Türkei im November 2015 errang Hüda Kaya wieder ein Mandat.
Hüda Kaya engagiert sich seit vielen Jahren für die Rechte und bessere Bildungschancen von Frauen und die Beachtung der Menschenrechte. Sie forschte im Nahen Osten, in der Türkei und in weiteren Ländern zu diesen Themen, veröffentlichte Artikel in verschiedenen Publikationen und ist Autorin eines zweibändigen Werkes. Sie hält weltweit Vorträge und nahm bereits an zahlreichen Konferenzen teil, wie beispielsweise im Jahr 2013 in Islamabad, wo sie als Rednerin bei einer zweitägigen internationalen Konferenz über die Rolle der Frau in muslimischen Gesellschaften auftrat.
Kaya ist Mitglied der International Muslim Women Union (Internationalen Vereinigung muslimischer Frauen) und innerhalb dieser Organisation die Delegierte der Türkei.
Im November 2016 wurde Hüda Kayas Sohn in Istanbul bei einer Solidaritätsdemonstration für die HDP von der türkischen Polizei zusammengeschlagen und erlitt einige Rippenbrüche.

## Veröffentlichungen
- Başörtüsüne özgürlük yolunda “görülmüştür”, 2 Bände. Topkapı, İstanbul Düşün Yayıncılık 2012, ISBN 978-6-054533-05-3 (türkisch).

## Persönliches
Hüda Kaya ist geschieden und Mutter von drei Töchtern und zwei Söhnen.